# Cal Batllori
Cal Batllori és un mas als afores del centre urbà de la Batllòria al terme municipal de Sant Celoni (el Vallès Oriental) catalogat a l'Inventari del Patrimoni Arquitectònic de Catalunya. Per la seva tipologia és una masia pairal de tipus renaixentista encara que ha estat molt transformada, sobretot a la planta baixa. L'edifici del costat, possiblement posterior, té una finestra sobre la porta d'entrada amb un arc conopial amb decoracions de caps humans.
És un edifici gran unit a unes altres construccions posteriors. Té quatre façanes i la coberta a quatre vessants, en mig de la coberta s'alça un cos petit com una petita torreta amb finestretes, és octogonal. L'edifici consta de planta baixa primer pis i un segon pis que podrien ser les golfes. En el primer pis hi ha tres finestres com a balcons amb arcs conopials, aquests es repeteixen en totes les façanes.